# Gianni Lanzinger
Gianni Lanzinger (Bolzano, 29 settembre 1941) è un politico italiano.

## Biografia
Avvocato cassazionista. Fa parte dei Verdi del Sudtirolo/Alto Adige, di cui fu il primo esponente a essere eletto deputato, alle elezioni politiche del 1987: rimase in carica a Montecitorio fino al termine della X Legislatura, nel 1992. Nel 1989 è stato anche per alcuni mesi consigliere comunale a Bolzano.